# Sessions 2000
Sessions 2000 is een album van Jean-Michel Jarre, uitgebracht op Disques Dreyfus en gedistribueerd door Sony Music Entertainment. Het album verscheen in Europa in november 2002 en verscheen in de VS in januari 2003. Het is Jarres elfde reguliere studioalbum.
Het album werd deels uitgebracht om Jarres contract met Sony af te sluiten. Derhalve is het niet zo commercieel. De stijl is ambient, lounge, chill-out en jazz en de muziek kwam voort uit jamsessies. Na het album Metamorphoses (2000) keerde Jarre enigszins terug naar zijn gebruikelijke formule met dit album. Het bestaat uit zes veelal lange, instrumentale nummers (net als Oxygène), alhoewel ditmaal tussen de nummers korte pauzes aanwezig zijn. Verder zijn de titels van de nummers verschillende data, verspreid over een heel jaar (waarschijnlijk het jaar 2000, gezien de titel van het album), in plaats van dat de nummers enkel worden aangeduid als 'delen'. Sommige van de geluiden op het album werden eerder gebruikt op het album Interior Music (2001).

## Tracklist
1. "January 24" – 5:57
2. "March 23" – 8:02
3. "May 1" – 4:49
4. "June 21" – 6:18
5. "September 14" – 9:30
6. "December 17" – 8:11

## Instrumentenlijst
- Roland XP-80
- Eminent 310U
- ARP 2600
- Minimoog
- Korg KARMA
- Novation Digital Music Systems Supernova II
- microKORG
- Roland JP-8000
- Korg Mini Pops 7
- Digisequencer
- E-mu Systems XL7
- Roland Handsonic
- EMS Synthi AKS
- EMS VCS 3
- RMI Harmonic Synthesizer
- Pro Tools